# Stazione di Aquisgrana Centrale
La stazione di Aquisgrana Centrale (in tedesco Aachen Hbf) è la principale stazione ferroviaria della città tedesca di Aquisgrana.

## Movimento

### Lunga percorrenza
- Linea ferroviaria della rete Thalys ad alta velocità (Colonia-Parigi)

### Trasporto regionale
La stazione è servita dalle linee RegioExpress RE 1, RE 4 e RE 9 e RE 18 e RE 29 e dalle linee regionali RB 20 e RB 33.

### Esplicative
1. ↑  abbreviazione di Aachen Hauptbahnhof, letteralmente "Aquisgrana stazione principale"

### Bibliografiche
1. ↑   Schienennetz 2017 - Bahnen der Region (PDF), su vrsinfo.de (archiviato dall'url originale il 22 luglio 2017).